# Julia Karnick
Julia Karnick (* 1970 in Hamburg) ist eine deutsche Journalistin, Kolumnistin und Autorin.

## Leben
Julia Karnick wurde 1970 als jüngste von drei Schwestern in Hamburg geboren.
Sie arbeitete nach dem Abitur als Schuhverkäuferin und Kantinenhilfe. Nach zwei abgebrochenen Studiengängen machte sie eine Ausbildung an der Evangelischen Journalistenschule in Berlin. Von 2004 bis 2012 arbeitete sie als Kolumnistin für Brigitte, von 2014 bis 2017 bei Brigitte Woman und seit 2020 für Für Sie.
2011 gelang ihr mit Ich glaube, der Fliesenleger ist tot! ein Erfolg als Sachbuchautorin. Ihr Debütroman Am liebsten sitzen alle in der Küche wurde 2022 veröffentlicht. Ihr zweiter Roman Man sieht sich erschien 2024.
Julia Karnick ist seit 1997 verheiratet, hat zwei erwachsene Kinder und lebt in Hamburg.

## Werke (Auswahl)

### Sachbuch
- Ich glaube, der Fliesenleger ist tot! Ein lustiges Baubuch (2012), Blanvalet, München ISBN 978-3-7645-0429-8

### Kolumnen
- Wer sonst, wenn nicht wir. Die besten BRIGITTE-Kolumnen (2006), Hoffmann und Campe, Hamburg ISBN 978-3-455-40038-0
- Einerseits ist alles ganz einfach. Die besten BRIGITTE-Kolumnen (2011), Diana Verlag, München ISBN 978-3-453-35591-0

### Romane
- Am liebsten sitzen alle in der Küche (2022), dtv, München ISBN 978-3-423-44114-8
- Man sieht sich (2024), dtv, München ISBN 978-3-423-28391-5